# Charge morte

Charges mortes

Les charges mortes ou charges permanentes ou charges statiques,  dans un ouvrage d'art ou un bâtiment désigne un type de charge structurelle.
Les charges structurelles font référence aux forces agissant sur les composants structurels des ouvrages d'art ou des bâtiments ; les charges structurelles s'expriment en termes de charges mortes, vives, du sol, d'inondation, de vent, de neige, de pluie, de glace et sismique, ainsi que leurs combinaisons qui peuvent être incluses dans les codes du bâtiment et d'autres documents.
Les charges mortes sont principalement associées au poids de la structure ; elles exercent une force en raison du seul poids sans mouvement: elles sont calculées en prenant le poids réel des matériaux de construction utilisés; les charges mortes incluent aussi les équipements de service fixes.
Les charges mortes comprennent donc le poids de tous les matériaux de construction incorporés dans le bâtiment, compris, mais sans s'y limiter, les murs, planchers, toits, plafonds, escaliers, cloisons intégrées, finitions, revêtements et autres éléments architecturaux et structurels incorporés de manière similaire, ainsi que les équipements de service fixes, le poids des grues compris. Le poids des équipements de service fixe tels que les colonnes montantes de plomberie, les alimentations électriques et les installations de chauffage, de ventilation et de climatisation doivent être inclus.
Le poids spécifique s'obtient généralement en multipliant le volume, éventuellement par la densité la plus grande du matériau. Quelquefois, le poids volumique apparent est utilisé, comme pour les blocs de béton creux.
| Matériau               | Densité en Kilogramme par mètre cube (Kg/m3) |
| Eau (rappel)           | 1000                                         |
| Densité du bois        |                                              |
| Balsa                  | 170                                          |
| Bambou                 | 300 - 400                                    |
| Pin                    | 370 - 530                                    |
| Cèdre                  | 380                                          |
| Tremble                | 420                                          |
| Bois de saule          | 420                                          |
| Acajou africain        | 495 – 850                                    |
| Acajou du Honduras     | 545                                          |
| Séquoia géant          | 450                                          |
| Pinus sylvestris       | 510                                          |
| Épicéa (Canadien)      | 450                                          |
| Épicéa (Sitka)         | 450                                          |
| Afromosia              | 705                                          |
| Pommier                | 660 – 830                                    |
| Frêne (blanc)          | 540                                          |
| Frêne (blanc)          | 670                                          |
| Bouleau                | 670                                          |
| Ébène                  | 960 – 1120                                   |
| Orme                   | 600 – 815                                    |
| Iroko                  | 655                                          |
| Mélèze                 | 590                                          |
| Érable                 | 755                                          |
| Chêne                  | 590 - 930                                    |
| Teck                   | 630 - 720                                    |
| Sycomore               | 590                                          |
| Sol sableux            | 1800                                         |
| Sol argileux           | 1900                                         |
| Sol de gravier         | 2000                                         |
| Grès                   | 2000                                         |
| Silt                   | 2100                                         |
| Craie                  | 2100                                         |
| Shiste                 | 2500                                         |
| Roches sédimentaires   | 2600                                         |
| Roches métamorphiques  | 2700                                         |
| Roches ignées (felsic) | 2700                                         |
| Roches ignées (mafic)  | 3000                                         |
| Brique de terre cuite  | 1500-1800                                    |
| Asphalte               | 721                                          |
| Ciment                 | 1440                                         |
| Mortier de ciment      | 2080                                         |
| Chaux                  | 640                                          |
| Mortier de chaux       | 1760                                         |
| Béton de ciment        | 2500                                         |
| Acier                  | 7850                                         |
| Acier inoxydable       | 7480 - 8000                                  |
| Aluminum               | 2739                                         |
| Étain                  | 7280                                         |
| Cuivre                 | 11340                                        |
| Zinc                   | 7135                                         |
| Fonte                  | 7208                                         |
| Cuivre                 | 8940                                         |
| Acier                  | 7850                                         |
| Verre                  | 2580                                         |

Les charges mortes peuvent être déterminées avec plus de précision que tout autres types de charge, comme les charges vives ; il est donc possible d'établir des listes de contrôle par partie de construction. Voici une listes de contrôle typique pour les charges permanentes d'un toit dans un bâtiments à ossature légère en bois.
- Poids de la couverture
- Poids du revêtement intermédiaire ou du contreplaqué
- Poids de l'ossature en bois
- Poids de l'isolant thermique
- Poids du plafond
- Poids des équipements mécaniques et électriques

Bien qu'il soit possible de calculer les charges mortes avec un bon degré de précision, les ingénieurs des structures parfois sont conservateurs dans leurs estimations , minimisant les déformations potentielles , autorisant une marge d'erreur et autorisant des aménagements au fil du temps, de sorte que les charges mortes de conception dépassent souvent de loin celles rencontrées dans la pratique.
Aux États-Unis, les charges permanentes sont couvertes par la section IBC 1606. Les poids des matériaux de construction typiques peuvent être trouvés dans le tableau C3-1 des charges minimales de conception pour les bâtiments et autres structures, connu sous le nom d'ASCE 7. ASCE 7-05 est la norme de référence pour les charges dans l'International Building Code (en),.